# Japanagromyza delecta
Japanagromyza delecta är en tvåvingeart som beskrevs av Spencer 1962. Japanagromyza delecta ingår i släktet Japanagromyza och familjen minerarflugor.
Artens utbredningsområde är Myanmar. Inga underarter finns listade i Catalogue of Life.